# Ян Плачек
Ян Плачек (чеськ. Jan Plaček, 5 жовтня 1894, Карлін, Прага — 18 грудня 1957) — чехословацький футболіст, що грав на позиції нападника.
Виступав за клуб «Спарта» (Прага), а також національну збірну Чехословаччини.

## Клубна кар'єра
Грав у клубі «Спарта» (Прага), де переважно виступав у резервній команді. В сезоні 1919 року, ймовірно, грав у матчах чемпіонату Чехословаччини, який «Спарта» виграла. В листопаді 1919 року Плачек забив гол у товариському матчі у ворота «Вікторії» (3:1).
Влітку того ж року Плачек у складі збірної команди Чеські Домобранці був учасником Війських ігор в Римі. Команда зіграла два матчі: програла збірній Чехословаччини (0:5) і перемогла збірну Риму (5:2), а Ян забив два голи.
В березні 1920 року Плачек зіграв у фіналі Середньочеського кубка 1919 року, який не відбувся вчасно і був перенесений на наступний рік. «Спарта» перемогла «Вікторію» з рахунком 2:0, а Ян зіграв на позиції лівого крайнього нападника. В чемпіонаті Чехословаччини 1920 року «Спарта» здобула перше місце. Основним лівим нападником клубу в чемпіонаті був Вацлав Шпіндлер, а Плачек якщо й грав, то у невеликій кількості матчів. 
Незважаючи на нечасті виступи у основному складі «Спарти», Ян потрапив у заявку національної збірної Чехословаччини, яка відправилась на Олімпійські ігри 1920 року в Антверпен, що відбулись в кінці серпня і на початку вересня. Зіграв в одному матчі турніру: в півфіналі проти Франції (4:1), змінивши в основі Вацлава Пілата. Більше за збірну не виступав.
Після 1920 року про його футбольну кар'єру немає інформації. 

## Виступи на Олімпійських іграх
Олімпійські ігри 1920
| 31 серпня 1920 1/2 фіналу |

| Чехословаччина                           | 4:1      | Франція   |
| ---------------------------------------- | -------- | --------- |
| - Шквайн-Мазал 18' 75' 87' - Стейнер 70' | Протокол | - 79' Боє |

| «Олімпійський», Антверпен Глядачів: 12 000 Арбітр: Ш.Баретте |

- Франція: Парсі — Уо, Бауманн — Батмаль, Петі, Югу — Девакез, Боє, Ніколя, Бард , Дюблі